# 입헌동지회
입헌동지회(立憲同志会)는 일본 제국의 제국의회에 존재하던 다이쇼 시대의 정당이다.
1913년 초 당시 정계복귀한 내각총리대신 가쓰라 다로가 자신의 정권 운영을 위한 의회여당으로 창당한 것이 발단이기 때문에 "가쓰라 신당"이라는 별칭이 있다. 단, 가쓰라는 결당 전인 1913년 10월 암으로 사망했기 때문에 실제로 동당의 당수가 된 적은 없다. 같은 해 12월 23일 정식 결성한 이후, 당시 원내 제2당이던 입헌국민당의 의원을 대거 흡수하여 동당을 대신해 제2당이 됨으로써, 제1당의 입헌정우회와 함께 양대 정당 체제를 이루어 쇼와 초기에 후계인 입헌민정당이 정우회와 함께 "헌정의 상도"(憲政の常道) 체제를 운용하게 되는 밑바탕이 되었다.
1916년 10월 오쿠마 시게노부 내각이 실각하고 원로회의가 데라우치 마사타케를 총리로 선출하며 야당으로 전락했고, 데라우치 내각 결성 다음날인 10월 10일 오자키 유키오 등의 중정회(中正会)와 오쿠마계의 공우구락부(公友倶楽部)와 합동하여 헌정회를 결당하였다.

## 같이 보기
- 다이쇼 정변
- 제30회 제국의회